# Simone Kleinsma
Simone Kleinsma (Amsterdam, 8 maggio 1958) è un'attrice, cantante e doppiatrice olandese, nota soprattutto come prolifica e apprezzata interprete di musical teatrali. Attiva anche in campo televisivo, è nota al grande pubblico dei Paesi Bassi come la voce olandese della Fata Madrina in Shrek 2 e Yzma ne Le follie dell'imperatore.

## Biografia
Attiva sulle scene teatrali dagli anni 70, dalla fine del decennio successivo ha cominciato a interpretare molti dei principali ruoli femminili in messe in scena olandesi di musical di Broadway e del West End. Tra il 1989 e il 1991 ha interpretato la ballerina Charity Hope Valentine nel musical Sweet Charity, mentre nel 1991 ha recitato nei panni di Madame Thénardier nella prima olandese di Les Misérables ad Amsterdam. Ad esso seguì il ruolo della mattatrice Fanny Brice in Funny Girl, prima di intraprendere una tournée dei Paesi Bassi di Sweeney Todd: The Demon Barber of Fleet Street, in cui interpretava la co-protagonista Mrs. Lovett. Tra il 1999 e il 2001 fu la protagonista Roxie Hart nel musical Chicago in scena ad Amsterdam.
Oltre ad un incremento dell'attività concertistica, i primi anni 2000 hanno visto anche un ritorno alla prosa dell'attrice, che nel 2006 interpretò l'infermiera Ratched in una riduzione teatrali di Qualcuno volò sul nido del cuculo (2006) e Judy Garland nel dramma End of the Rainbow (2007). Non abbandonò mai tuttavia il mondo del teatro musicale, diventando la prima interprete del ruolo di Donna Sheridan nella produzione d'esordio olandese di Mamma Mia! (2003-2005) ed alternandosi con Pia Douwes nei panni di Norma Desmond nel tour dei Paesi Bassi del musical di Andrew Lloyd Webber Sunset Boulevard (2008). Nel 2012 ha interpretato la protagonista Diana nella prima olandese del musical Premio Pulitzer Next to Normal, mentre l'anno successivo è stata la Madre Superiore nell'adattamento musicale di Sister Act. Nel 2020 torna invece sulle scene olandesi per interpretare la protagonista Dolly Gallagher Levi nel musical Hello, Dolly!.
È sposata dal 5 giugno 1990 con il regista televisivo Guus Verstraete.

## Filmografia parziale

### Doppiaggio
- Fievel sbarca in America (An American Tail), regia di Don Bluth (1986)
- Oliver & Company, regia di George Scribner (1988)
- Babe - Maialino coraggioso (Babe), regia di Chris Noonan (1995)
- Babe va in città (Babe: Pig in the City), regia di George Miller (1998)
- Le follie dell'imperatore (The Emperor's New Groove), regia di Mark Dindal (2000)
- Shrek 2, regia di Andrew Adamson, Kelly Asbury, Conrad Vernon (2004)